# CEBRE - Česká podnikatelská reprezentace při EU
CEBRE – Česká podnikatelská reprezentace při EU je zájmová skupina bez právní subjektivity založená v roce 2002 Hospodářskou komorou ČR

, Svazem průmyslu a dopravy ČR a Konfederací zaměstnavatelských a podnikatelských svazů ČR. Tuto skupinu prostřednictvím agentury CzechTrade podpořilo Ministerstvo průmyslu a obchodu. CEBRE v Bruselu působí ve spolupráci s obchodně ekonomickým úsekem Velvyslanectví České republiky v Belgii. Jejím posláním je hájit a zastupovat české podnikatelské zájmy a českou podnikatelskou sféru před evropskými institucemi a u evropských podnikatelských sdružení.

## Činnost
CEBRE informuje české podnikatele o legislativní činnosti EU, hájí zájmy českých podnikatelů a jejich organizací před orgány EU a zastupuje zakladatelské organizace u evropských podnikatelských federací jako jsou BusinessEurope a EUROCHAMBRES 

## Publikační činnost
CEBRE informace o českém podnikatelském prostředí a mínění české podnikatelské sféry o dění na evropské scéně šíří prostřednictvím své internetové stránky, internetových stránek zakladatelů a newsletteru Czech Business Today. V rámci své publikační činnosti rovněž přispívá do českých periodik shrnující informace z oblasti podnikání, politiky, legislativy a ekonomiky a v tomto ohledu přispívá ke zvyšování povědomí o evropských tématech. 
Od roku 2015 CEBRE také poskytuje asistenci českým exportérům při vstupu na belgický trh v rámci služeb CzechTrade.

## Akce
CEBRE mimo jiné svá prioritní témata naplňuje prostřednictvím pořádání různých akcí v Bruselu i v České republice. Konference, debaty či pracovní snídaně na současná témata, kterých se účastní zástupci Evropských institucí, státního sektoru, podnikatelské sféry, zástupci nevládních a neziskových organizací i široká laická veřejnost, realizuje přímo či ve spolupráci s partnerskými organizacemi.